# 晋城县 (唐朝)
晋城县，中国唐代古地名。
唐朝武德三年（620年）由丹川县析置，为建州治，六年，废建州，自高平移盖州治此。贞观元年，废盖州，自端氏移泽州治焉。后因之。
隋大业初年改泽州为长平郡。唐武德元年（618）复改泽州，天宝元年（742）改高平郡，乾元元年（758）改泽州，宋称泽州或高平郡，金改南泽州，天德三年复泽州，金元光二年于泽州境置忠昌军节度使，元置泽州司侯司，县均属之。明洪武二年（1369）废入泽州，洪武九年属泽州直隶州，清雍正六年改置凤台县，升泽州直隶州为泽州府，凤台县属之。同时为历代郡、府，路，州，郡治所。故治在今山西省晋城市城区与郊区。